# Viral (film)
Viral è un film dell'orrore del 2016 diretto da Henry Joost e Ariel Schulman con protagonisti Sofia Black-D'Elia e Analeigh Tipton. Scritto da Christopher B. Landon e Barbara Marshall, ha avuto una distribuzione limitata il 29 luglio 2016 a cura della Dimension Films, che lo ha anche distribuito in video on demand.

## Trama
Due adolescenti, Stacey e Emma, sono bloccate a casa da sole dopo che lo scoppio di un'infezione parassitaria ha raggiunto la loro piccola cittadina, che viene messa in quarantena.

## Produzione
Il 29 aprile 2014, venne annunciato che Analeigh Tipton era stata ingaggiata per interpretare la protagonista del film, che sarebbe stato girato da Ariel Schulman e Henry Joost e prodotto da Jason Blum della Blumhouse Productions. Il primo maggio Sofia Black D'Elia entrò a far parte del cast, mentre il 14 Linzie Grey nel ruolo di Gracie, la migliore amica di Emma e il 23 Michael Kelly come il padre di Emma.

## Distribuzione
Nel maggio 2015, Dimension Films stabilì come giorno d'uscita per Viral il 19 febbraio 2016. A gennaio 2016 tuttavia tale data venne cancellata. Quando Filmyard Holdings vendette la Miramax alla beIN Media Group il 2 marzo 2016, di fatto la casa di produzione non poté distribuire il film. Il lungometraggio uscì il 29 luglio 2016, ma in maniera limitata e direttamente on demand, per poi passare al circuito di distribuzione casalingo il 2 agosto.

## Accoglienza

### Incassi
Proprio a causa della sua distribuzione limitata, Viral ha incassato solamente 551,760 dollari.

### Critica
Sebbene siano stati pochi i critici a recensirlo, il film è stato accolto in maniera abbastanza negativa. Sul sito Rotten Tomatoes ha una percentuale di gradimento del 50%, con un punteggio di 4.5 su 10, basato su 12 recensioni.